# Google Buzz
Google Buzz (произносится «Гугл баз», в России имеет название «Жива́я Ле́нта Google») — инструмент социальной сети, разработанный компанией Google и интегрированный в Gmail. С помощью Google Buzz можно оперативно распространять сообщения, содержащие ссылки, фотографии и видео, среди своих друзей и/или среди неограниченного круга пользователей.
На момент выхода, Google Buzz интегрирован с Picasa, Flickr, Google Reader и Twitter.
По мнению некоторых аналитиков создание Google Buzz — это попытка Google конкурировать с Twitter и Facebook.

## Критика сервиса
В середине февраля 2010 года к Google были поданы иски о нарушении некоторых американских законов, регулирующих электронные коммуникации. В частности, Google Buzz критикуют за подключение пользователей к «новой социальной сети» и за доступ к списку контактов пользователей без их согласия. С жалобой на эти нарушения выступил также правозащитный исследовательский центр EPIC.

## Закрытие сервиса
14 октября 2011 года Бредли Хоровиц сообщил в официальном блоге Google о закрытии Google Buzz и Buzz API ближайшие недели. Вместо поддержки Buzz усилия будут сосредоточены на Google+. При этом старые сообщения будут доступны в профиле и их можно будет скачать с помощью Google Takeout, в вот создавать новые сообщения не получится.
15 декабря 2011 года Google Buzz был закрыт.